# Centrotusoides muiri
Centrotusoides muiri är en insektsart som beskrevs av William Lucas Distant. Centrotusoides muiri ingår i släktet Centrotusoides och familjen hornstritar. Inga underarter finns listade i Catalogue of Life.